# 크라카타우산
크라카타우산(Krakatoa, /ˌkrɑːkəˈtoʊə, ˌkræk-/, 또는 인도네시아어: Krakatau (/-ˈtaʊ/)은 인도네시아 람풍주의 자와섬과 수마트라섬 사이 순다 해협에 있는 칼데라이다. 이 칼데라는 네 개의 섬으로 구성된 화산섬 군도(크라카타우 군도)의 일부이다. 이 중 두 개의 섬은 랑섬과 벌레이튼섬으로 알려져 있으며, 다른 하나인 라카타는 1883년 분화로 대부분 파괴되어 칼데라를 형성한 섬의 유일한 잔해이다.
1927년에는 네 번째 섬인 아낙 크라카타우, 즉 "크라카타우의 아이"가 1883년 형성된 칼데라에서 솟아났다. 20세기 후반부터 새로운 분화 활동이 있었으며, 대규모 붕괴로 인해 2018년 순다 해협 쓰나미가 발생했다.

## 역사적 중요성
크라카타우산의 가장 주목할 만한 분화는 1883년 8월 26일부터 27일까지 일련의 대규모 폭발로 절정에 달했으며, 이는 기록된 역사상 가장 강력한 화산 활동 중 하나였다.
추정 화산 폭발 지수(VEI)가 6인 이 분화는 제2차 세계 대전 중 일본 히로시마에 투하된 리틀 보이 폭탄(13~16kt)의 핵폭발력의 약 13,000배, 가장 강력한 핵무기인 50Mt의 차르 봄바의 4배에 해당하는 200 TNT 메가톤 (840 PJ)에 필적하는 위력을 가졌다.
1883년 분화는 약 25 km3 (6 세제곱마일)의 암석을 분출했다. 이 대격변적인 폭발음은 오스트레일리아 앨리스스프링스에서 3,600 km 떨어진 곳에서도 들렸고, 서쪽으로 4,780 km 떨어진 모리셔스 근처 로드리게스섬에서도 들렸다.
네덜란드령 동인도 식민지의 공식 기록에 따르면 크라카타우산 근처의 165개 마을과 도시가 파괴되었고, 132개 마을은 심각하게 피해를 입었다. 최소 36,417명이 사망했으며, 수천 명 이상이 부상당했는데 대부분은 폭발 이후 발생한 지진해일로 인한 것이었다. 이 분화로 크라카타우섬의 3분의 2가 파괴되었다.
1927년 이후 이 지역에서 발생한 분화로 같은 위치에 새로운 섬인 아낙 크라카타우(인도네시아어로 "크라카타우의 아이"를 의미)가 형성되었다. 이후 주기적인 분화가 계속되었으며, 2009년, 2010년, 2011년, 2012년에 최근 분화가 있었고, 2018년에는 대규모 붕괴가 발생했다. 2011년 말 기준으로 이 섬은 반경이 약 2 km였고, 해발 최고 지점은 약 324 m였다. 매년 5 m씩 성장하고 있다. 2017년에는 아낙 크라카타우의 높이가 해발 400 m 이상으로 보고되었으나, 2018년 12월 붕괴 이후 높이가 110 m로 줄어들었다.

## 어원
크라카타우라는 이름에 대한 가장 초기의 언급 중 하나는 15세기 후반 자와섬 서부에서 작성되었을 것으로 추정되는 고대 순다어 문서인 부장가 마니크에 있다. 여기서는 크라카타우가 "라카타섬, 바다 한가운데의 산"(pulo Rakata gunung ti tengah sagara, f. 27v)으로 언급된다. 순다 해협에 "뾰족한 산"이 있는 섬에 대한 유럽 출처의 초기 묘사가 있지만, 서방 세계에서 크라카타우라는 이름이 처음 언급된 것은 1611년 루카스 얀스준 바게나르의 지도에서였다. 그는 이 섬을 "풀로 카르카타"(pulo는 순다어로 "섬"을 의미)라고 표기했다. Crackatouw, Cracatoa, Krakatao(오래된 포르투갈어 기반 철자)를 포함하여 약 24가지의 변형이 발견되었다. Krakatau라는 철자가 처음으로 알려진 것은 1658년 10월 "키가 큰 나무로 덮인 크라카타우섬"을 지나간 바우터르 스하우턴의 기록에서였다.
인도네시아어 이름인 크라카타우의 기원은 불확실하다. 주요 이론은 다음과 같다.
- 산스크리트어 karka 또는 karkaṭa 또는 karkaṭaka에서 유래했으며, "랍스터" 또는 "게"를 의미한다. 약어인 rakaṭa 또한 고대 자와어로 "게"를 의미한다. 이 단어에 대한 가장 초기의 기록된 언급이 게를 의미하는 이 단어들의 발음(부장가 마니크의 rakata와 바게나르의 지도에 있는 carcata)과 매우 유사하다는 사실은 이 산스크리트어 어원이 이 단어의 가장 유력한 기원임을 시사한다.[9]
- 의성어로, 한때 이 섬에 서식했던 코카투 (Kakatoes)가 내는 소리를 모방한 것이다. 그러나 반 덴 베르흐는 이 새들이 "군도의 동부 지역"(자와섬 동쪽, 월리스선 반대편의 소순다 열도를 의미)에서만 발견된다고 지적한다.
- 가장 가까운 말레이어 단어는 "흰날개 개미"를 의미하는 kelakatu이다. 퍼노는 1883년 이전 지도에서 크라카타우가 날개처럼 양쪽에 랑과 벌레이튼이 있는 위에서 본 개미와 다소 닮았다고 지적한다.
- 반 덴 베르흐(1884)는 크라카타우가 언어 오류의 결과라는 이야기를 인용한다. 전설에 따르면, 방문 선장이 현지 주민에게 섬 이름을 묻자, 그가 "카가 타우"(아쿠 엥각 타후)—자카르타/바타위 방언으로 "모른다"는 뜻의 문구—라고 대답했다는 것이다. 이 이야기는 대체로 할인되는데, 캥거루라는 단어와 유카탄반도의 이름의 기원에 대한 다른 언어 신화와 매우 유사하기 때문이다.

스미스소니언 협회의 세계 화산 계획은 인도네시아 이름인 크라카타우가 정확한 이름이라고 언급하지만, 크라카토아도 종종 사용된다고 말한다.

## 지리적 환경

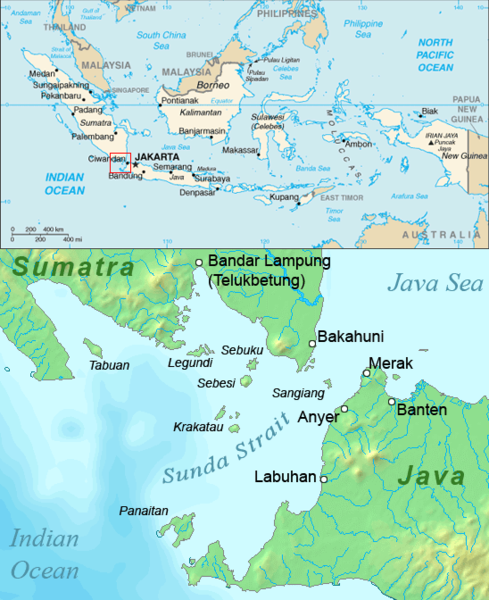
순다 해협

인도네시아는 130개 이상의 활화산이 있으며 이는 어떤 나라보다도 많다. 이들은 인도-오스트레일리아판의 북동쪽 섭입으로 형성된 인도네시아 열도 체계의 축을 이룬다. 이 화산의 대부분은 인도네시아의 두 주요 섬인 자와섬과 수마트라섬을 따라 있다. 이 두 섬은 열도 축의 굽이진 곳에 위치한 순다 해협으로 분리되어 있다. 크라카타우산은 유라시아판과 인도-오스트레일리아판의 섭입대 바로 위에 있으며, 판 경계가 급격히 방향을 바꾸어 이 지역의 지각이 비정상적으로 약해졌을 가능성이 있다.

## 1883년 이전 역사
선사 시대의 어느 시점에, 이전 칼데라 형성 분화가 발생하여 벌레이튼섬(또는 세르퉁), 랑섬(라카타 케실, 또는 판장으로도 알려짐), 폴스헤 후드("폴란드 모자"), 그리고 라카타의 기저부를 잔해로 남겼다. 이후 적어도 두 개의 더 많은 원추(페르보와탄과 다난)가 형성되어 결국 라카타와 합쳐져 크라카타우의 본섬을 형성했다. 1883년 분화 당시 크라카타우 그룹은 랑, 벌레이튼, 길이 9 km, 너비 5 km의 크라카타우 본섬으로 구성되어 있었다. 랑 근처의 나무로 덮인 작은 섬(폴스헤 후드)과 크라카타우와 벌레이튼 사이에 여러 개의 작은 바위섬 또는 모래톱도 있었다.
크라카타우섬에는 세 개의 화산 원추가 있었다. 남쪽의 라카타 (820 m), 중앙 근처의 다난 (450 m), 북쪽의 페르보와탄 (120 m)이다.

### 서기 416년 사건
19세기 중앙 자와 전통을 집대성한 자와어 왕의 서(푸스타카 라자)는 338년 샤카기원(서기 416년)에 다음과 같이 기록하고 있다.
바투와라산(현재는 풀로사리라고 불리는 반튼주의 사화산으로, 순다 해협에 가장 가깝다)에서 천둥 같은 소리가 들렸고, 이는 현대 반튼 서쪽에 위치한 카피에서 비슷한 소리로 응답했다. (반튼주는 자와섬의 최서단 주이므로, 이는 크라카타우산을 의미하는 것으로 보인다). 하늘에 닿는 거대한 빛나는 불꽃이 후자의 산에서 뿜어져 나왔다. 온 세상이 크게 흔들렸고, 폭우와 폭풍을 동반한 격렬한 천둥이 울렸으나, 이 폭우는 카피산의 불꽃 분화를 끄지 못하고 오히려 불꽃을 증폭시켰다. 소음은 무서웠고, 마침내 카피산은 거대한 포효와 함께 산산조각 나 땅속 깊이 가라앉았다. 바닷물이 솟아올라 육지를 침수시켰고, 바투와라산 동쪽, 라자바사산(수마트라섬 최남단 화산)까지의 지역이 바다에 잠겼다. 순다 지역 북부 주민들은 라자바사산까지 모든 재산과 함께 익사하고 쓸려 나갔다 ... 물은 가라앉았지만 카피가 서 있던 땅은 바다가 되었고, 자와섬과 수마트라섬은 두 부분으로 나뉘었다.

푸스타카 라자는 이 사건에 대한 설명을 1차 자료에서 얻지 않았으며, 그 역사적 신뢰성은 매우 의심스럽다. 따라서 이 분화에 대한 설명을 확인할 수 없다. 이 분화를 입증하는 지질학적 증거는 제시되지 않았다. 데이비드 키스, 켄 볼레츠 등은 535년에 발생한 강력한 화산 분화, 아마도 크라카타우산의 분화가 535~536년의 전 세계적 기후 변화의 원인이었다고 주장했다. 순다 해협의 시추 프로젝트는 서기 535년에 분화가 일어났을 가능성을 배제했다.

### 중세 시대
손턴은 크라카타우산이 자와섬의 샤일렌드라 왕조 시대에 "불의 산"으로 알려져 있었으며, 9세기부터 16세기 사이에 7번의 분화 사건이 기록되어 있다고 언급한다. 연구팀은 잠정적으로 850년, 950년, 1050년, 1150년, 1320년, 1530년에 분화가 발생한 것으로 추정된다.

### 1680년

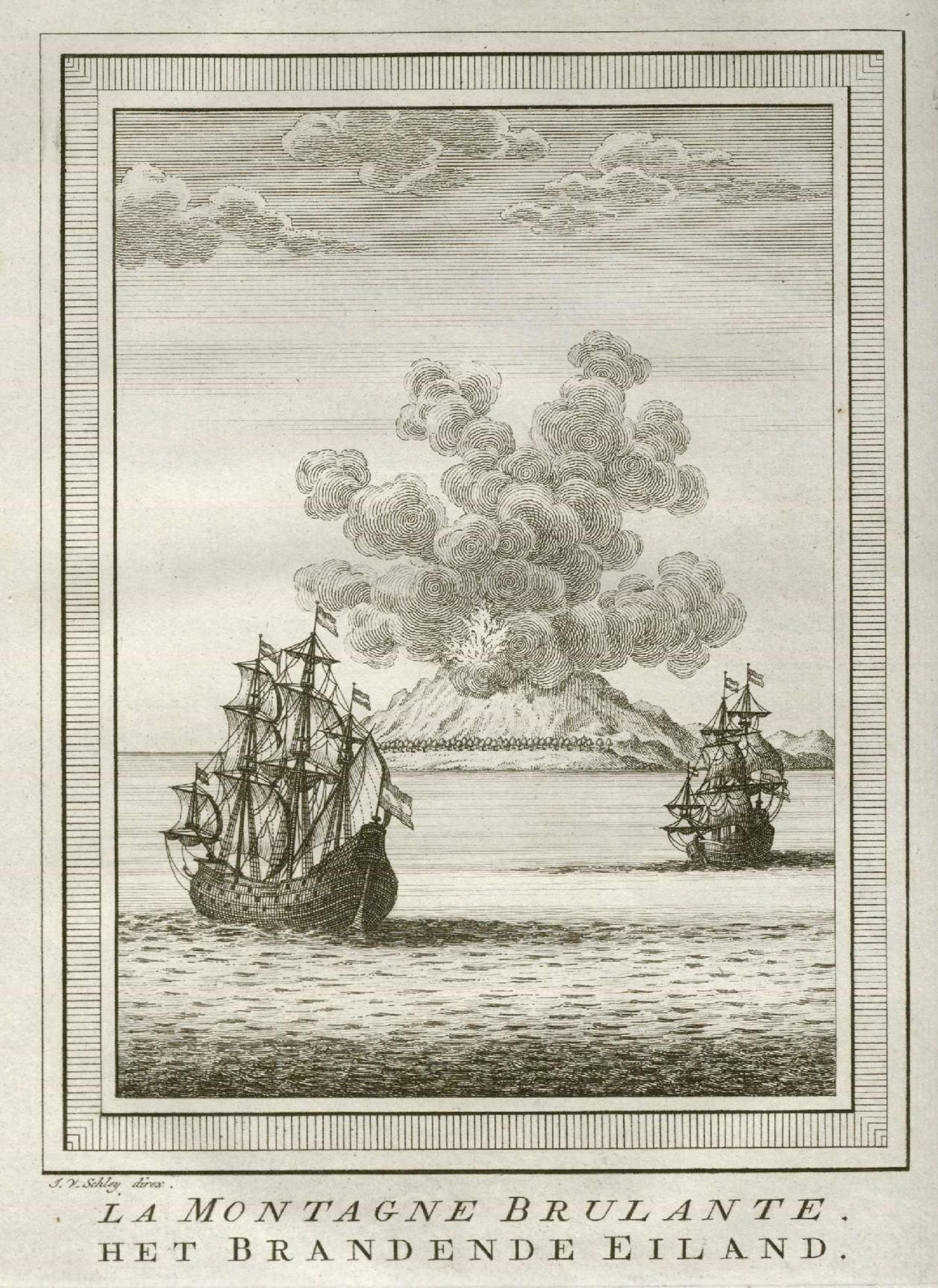
사이먼 윈체스터는 1680년 분화가 이 18세기 네덜란드 판화에 묘사되었다고 주장한다.

1681년 2월, 수마트라섬 살리다(현재 파당 근처)의 네덜란드 광산 기술자인 요한 빌헬름 포겔은 바타비아(현재 자카르타)로 가는 길에 순다 해협을 통과했다. 그의 일기에는 다음과 같이 기록되어 있다.
...내가 수마트라로 처음 여행했을 때 [1679년 6월] 나무로 완전히 푸르고 건강했던 크라카타우섬이 우리 눈앞에 완전히 불에 타고 황량하게 놓여 있고, 네 군데에서 큰 불덩어리를 뿜어내고 있다는 것을 놀라움과 함께 보았다. 그리고 선장에게 앞서 언급한 섬이 언제 분화했는지 묻자, 그는 1680년 5월에 일어났다고 말해주었다 ... 그는 자기 주먹만 한 경석 조각을 내게 보여주었다.

포겔은 바타비아에서 몇 달을 보낸 후 1681년 11월 수마트라로 돌아왔다. 같은 배에는 작가인 엘리아스 헤세를 포함한 몇몇 다른 네덜란드 여행자가 있었다. 헤세의 일기에는 다음과 같이 기록되어 있다.
...11월 19일 [1681년] 우리는 다시 닻을 올리고 먼저 우리 북쪽의 무인도인 슬리프지 (세베시)로 향했고, ... 그리고 다시 북쪽의 크라카투섬으로 향했다. 그 섬은 약 1년 전에 분화하여 역시 무인도이다. 이 섬에서 솟아오르는 연기 기둥은 몇 마일 떨어진 곳에서도 볼 수 있었다; 우리는 배로 해안에 매우 가까이 있었고 산에 높이 솟아 있는 나무들을 볼 수 있었는데, 그것들은 완전히 불에 탄 것처럼 보였지만, 우리는 불 자체를 볼 수 없었다.

이 분화는 벵골인 선장에서도 보고되었는데, 그는 나중에 이 사건에 대해 썼지만 당시에는 선박 일지에 기록하지 않았다. 포겔이나 헤세 모두 다른 글에서 크라카타우산에 대해 자세히 언급하지 않았으며, 당시 다른 여행자들도 분화나 그 증거를 언급하지 않았다. (1681년 11월, 주민들은 후추 작물을 판매하고 있었다.)
사이먼 윈체스터는 2003년 저서인 《크라카타우: 세상이 폭발한 날: 1883년 8월 27일》에서 1680년의 분화가 18세기 네덜란드 지도 제작자 얀 반 슐레이의 에칭 "Het Brandende Eiland"("불타는 섬")에 묘사되었다고 주장하며, "의심할 여지 없이, 1680년에 일어났다고 추정되는 거의 기록되지 않은 분화를 묘사한 것"이라고 썼다.
1880년, 베르베크는 페르보와탄 북쪽 해안에서 신선하고 풍화되지 않은 용암류를 조사했는데, 그는 이 용암류가 2세기 이상 오래되었을 리가 없다고 주장했다.

### HMS 디스커버리호의 방문
1780년 2월, 제임스 쿡 선장의 하와이주에서의 사망 후 귀국길에 있던 HMS 리솔루션 (1771)호와 HMS 디스커버리 (1774)호 승무원들은 크라카타우에 며칠간 정박했다. 그들은 섬에서 민물과 온천을 발견했다. 그들은 당시 섬에 살던 원주민을 "친절하다"고 묘사했고 여러 스케치를 남겼다 (그의 일기에서 존 레디아드는 그 섬을 "코코테라"라고 부른다).

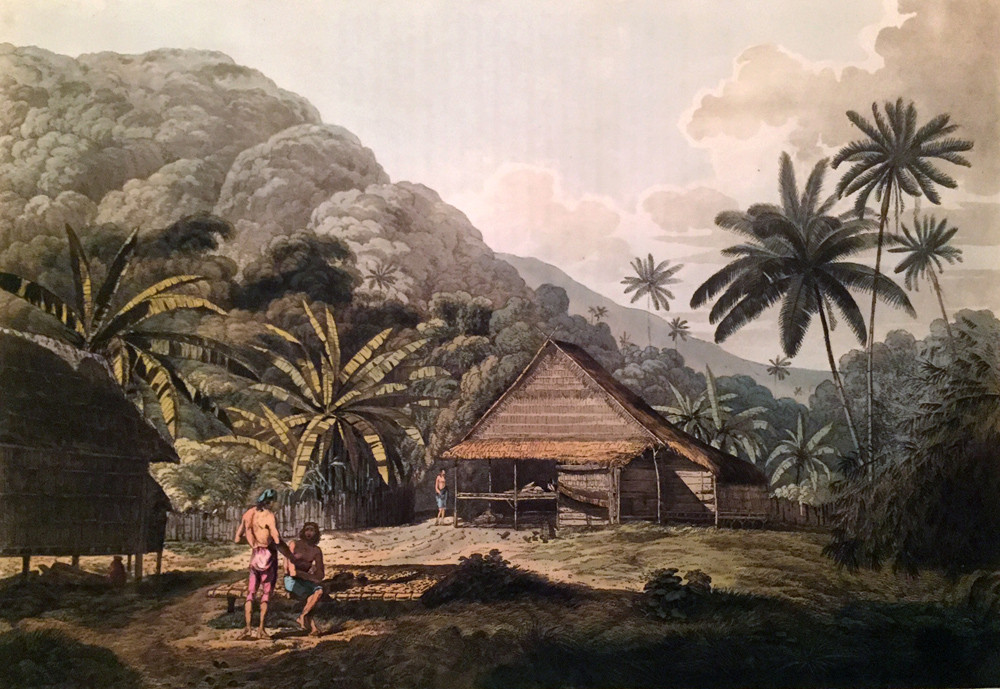
1780년, HMS 디스커버리호 승무원은 이 섬이 식물이 조밀하고 무성하게 자라는 친절한 장소임을 발견했다. 존 웹버(1751–1793)의 삽화
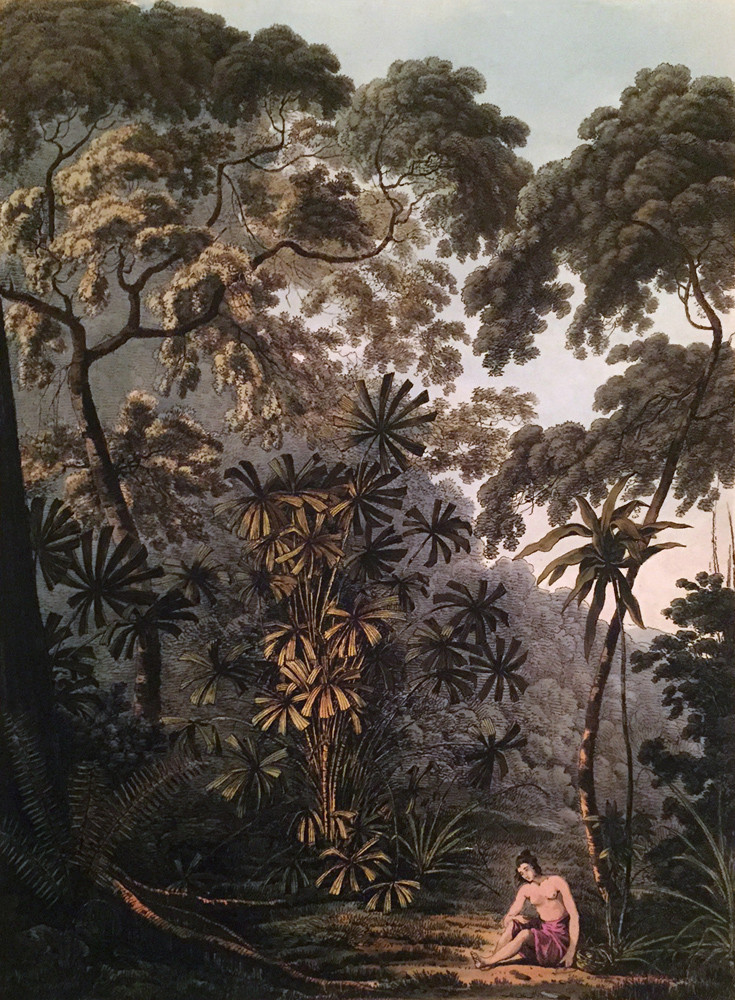
섬의 큰 부채야자. 존 웹버(1751–1793)의 삽화

### USS 피콕호의 방문
에드먼드 로버츠는 그의 일기에서 그 섬을 크로카토아라고 불렀다. 다음은 요약된 설명이다.
1832년 9월 8일, 미국 슬루프-오브-워 피콕호는 북단에 정박하여, 주민, 민물, 마를 찾기 위해 랑섬도 방문했다. 거센 파도와 해안에서 상당한 거리까지 뻗어 있는 산호초 때문에 어느 곳에서도 상륙하기 어려웠다. 크라카타우산 동쪽, 해안에서 150 피트 (46 m) 떨어진 곳에서 수십 패덤의 물을 통해 격렬하게 끓어오르는 온천이 발견되었다. 로버츠, 가이징거 선장, 해병대 중위 파울러는 포세이큰섬을 방문했는데, 귀뚜라미 울음소리를 물 흐르는 소리로 착각했다. 보트는 수정처럼 맑은 물 위를 미끄러져 가며 광활하고 매우 아름다운 해저 정원을 지나갔다. 온갖 모양과 색깔의 산호들이 있었는데, 어떤 것은 해바라기와 버섯을 닮았고, 다른 것은 지름 1 to 36 인치 (3 to 91 cm)의 양배추를 닮았으며, 세 번째 종류는 장미와 놀랍도록 비슷했다. 언덕은 열대 기후의 전형이었다; 큰 앵무새 무리, 다양한 원숭이, 야생 망고와 오렌지 숲—자주색, 빨간색, 파란색, 갈색, 초록색의 선명한 색조로 빛나는 모든 종류의 식물과 꽃들의 멋진 풍경—그러나 물이나 식량은 없었다.

### 네덜란드의 활동
1620년에 네덜란드인은 섬에 해군 기지를 세웠고, 얼마 후 조선소가 건설되었다. 17세기 후반의 어느 시점에 크라카타우에 후추 플랜테이션을 설립하려는 시도가 있었지만, 이 섬은 일반적으로 네덜란드 동인도 회사가 무시했다. 1809년에 지정되지 않은 위치에 형벌 식민지가 설립되었고, 약 10년간 운영되었다. 1880년대까지 이 섬들은 영구 거주자가 없었다. 가장 가까운 정착지는 약 12 km 떨어진 인근 세베시섬이었고, 인구는 3,000명이었다.
몇몇 측량 및 해도가 만들어졌고, 이 섬들은 거의 탐험되거나 연구되지 않았다. 1854년의 섬 지도 한 장은 영국 지도에 사용되었는데, 1874년에 만들어진 네덜란드 지도와는 약간의 차이를 보인다. 1880년 7월, 로히어르 페르베이크는 섬에 대한 공식 조사를 수행했지만, 몇 시간만 머물 수 있었다. 그는 여러 곳에서 샘플을 수집할 수 있었고, 그의 조사는 나중에 1883년 분화의 지질학적 영향을 판단하는 데 중요하게 작용했다.:9

## 1883년 분화

1883년 분화로 인해 원래 크라카타우섬의 3분의 2가 소멸되었다.

1883년 대격변적인 분화에 앞서 화산 주변의 지진 활동이 활발했지만, 1883년 5월 20일부터 일련의 작은 분화가 시작되었다. 화산은 8월 말까지 지속되는 거대한 수증기와 재 기둥을 뿜어냈다.
8월 27일, 네 차례의 거대한 폭발이 섬을 거의 파괴했다. 폭발은 너무 강력하여 서호주 퍼스로 화산과 3,110 km 떨어진 곳에서도 들렸고, 4,800 km 모리셔스 근처 로드리게스섬에서도 떨어진 곳에서도 들렸다. 세 번째이자 가장 격렬한 폭발로 인한 압력파는 전 세계 자기기압계에 기록되었다. 여러 자기기압계는 5일 동안 7차례 파동을 기록했는데, 화산에서 대척점으로 파동이 4번, 화산으로 다시 돌아오는 파동이 3번이었다.:63 이 파동은 지구를 3.5바퀴 돌았다. 재는 80 km 높이까지 솟아올랐다. 분화음이 너무 커서 16 km 이내에 있는 사람들은 귀가 먹었을 것이라는 보고도 있었다.
화산쇄설류, 화산재, 지진해일의 복합적인 영향은 지역적으로 그리고 전 세계적으로 비극적인 결과를 가져왔다. 네덜란드 당국이 기록한 사망자 수는 36,417명이었지만, 일부 출처에서는 120,000명 이상으로 추정하기도 한다. 분화 후 1년까지 화산 경석 뗏목을 타고 인도양을 건너 아프리카 동해안에 떠밀려 온 사람 해골 무리에 대한 수많은 문서화된 보고가 있다. 북반구의 여름 기온은 분화 다음 해에 평균 0.4 °C 하락했다.

## 여파

1880년부터 2018년까지 크라카타우 군도의 진화. 1927년 이후 아낙 크라카타우("크라카타우의 아이")의 지속적인 성장에 주목하라.

### 아낙 크라카타우
베르베크는 분화에 대한 보고서에서 새로운 활동이 페르보와탄과 다난 사이의 지역에서 나타날 것이라고 예측했다. 이 예측은 1927년 12월 29일, 페르보와탄 지역의 해저 용암돔이 분화의 증거를 보였을 때 현실이 되었다 (같은 지역에서 1927년 6월에 더 이른 사건이 보고되었다). 며칠 후 새로운 섬 화산이 수면 위로 솟아올랐다. 분화는 처음에는 경석과 재였고, 그 섬과 뒤따른 두 섬은 바다에 의해 빠르게 침식되었다. 결국, 네 번째 섬인 아낙 크라카타우(인도네시아어로 "크라카타우의 아이"를 의미)는 1930년 8월에 수면 위로 모습을 드러냈고, 파도가 침식하는 것보다 더 빠르게 용암류를 생성했다.

### 정치적 여파
1883년 10월 2일, 분화 5주 후, 한 네덜란드 병사가 세랑의 작은 마을에서 담배 값을 지불하던 중 수염 난 흰 로브를 입은 남자에게 여러 차례 칼에 찔렸다. 암살자는 잡히지 않았지만, 6주 후 비슷한 옷차림의 남자가 수비대 보초를 공격하며 네덜란드인이 이 지역에 신의 복수를 가져왔다고 비난했다. 이 남자의 심문관이 지적한 "극심한 종교적 열정"은 광범위하게 퍼져 있었고, 역사가들은 이것이 부상하는 무슬림 보수주의자와 탈식민지화 지도자(예: 압둘 카림 암룰라)의 영향으로 1888년 반튼 농민 반란을 선동하고, 막스 하벌라르와 후속적인 남용 폭로로 인해 불안해진 네덜란드 양심을 괴롭히는 데 악용되었다고 주장한다.
이 폭발은 해저 통신 케이블 개발 이후 그 영향이 전 세계적으로 명확히 느껴지고 원인이 알려진 역사상 최초의 자연재해였다. 윈체스터는 이 재앙이 지구적 인식 시대의 탄생을 의미한다고 주장한다.

## 생물학 연구
이 섬들은 섬 생물지리학과 환경이 사실상 깨끗해진 상태에서 처음부터 생태계가 구축되는 과정에서 창시자 효과를 연구하는 주요 사례가 되었다.
이 섬은 1883년 대재앙 이전에 거의 연구되거나 생물학적으로 조사되지 않았다. 식물 표본 하나와 조개류 수집품의 일부라는 두 가지 1883년 이전 생물학적 수집품만이 알려져 있다. HMS 디스커버리호가 만든 묘사와 그림으로 볼 때, 식물상은 전형적인 자와 열대 극상림의 대표적인 모습을 보였던 것으로 보인다. 1883년 이전의 동물상은 거의 알려져 있지 않지만, 아마도 이 지역의 작은 섬들에 전형적인 모습이었을 것이다.

### 식물학 연구
생물학적 관점에서 크라카타우 문제는 1883년 분화로 인해 섬이 완전히 살균되었는지 또는 일부 토착 생명체가 살아남았는지 여부에 대한 질문을 의미한다. 1884년 5월에 첫 연구자가 섬에 도착했을 때, 그들이 발견한 유일한 살아있는 생물은 라카타 남쪽의 틈새에 있던 거미 한 마리였다. 그러나 생명은 빠르게 섬에 다시 정착했으며, 1884년 10월 베르베크의 방문에서는 이미 풀싹이 자라고 있었다. 섬의 동쪽은 나무와 관목으로 광범위하게 식생되었는데, 아마도 바다 해류에 실려온 씨앗이나 새의 배설물에 실려온 것(또는 원주민과 과학 조사관들이 가져온 것)으로 추정된다. 그러나 라카타의 식물 생태계는 환경 요인에 상당히 취약하며, 아낙 크라카타우의 최근 분화로 인해 손상되었다.

### 한들의 점유
1914년, 라카타를 자연보호구역으로 지정할 계획이 세워졌다. 1916년, 독일인 "경석 수집가" 요한 한들은 "강한 공동체 반대"에도 불구하고 경석 채굴 허가를 얻었는데, 이는 명백히 제1차 세계 대전을 피하기 위함이었다. 그가 임대한 8.7 제곱킬로미터 (870 ha)(기본적으로 섬의 동쪽 절반)는 30년 동안이었다. 한들은 라카타 남해안에 거주지를 마련하고 집을 짓고 정원을 가꾸었으며 "4개의 유럽 가족과 약 30명의 쿨리"와 함께 살았다. 한들은 파고들면서 1883년 화산재 퇴적물 아래에서 불에 타지 않은 나무를 발견했고, 5.5 m 아래에서 신선한 물을 찾았다. 그와 그의 일행은 4년 동안 그곳에 머물렀지만 "임대 조건 위반"으로 인해 떠났다. 그들의 일행이 부주의하게 애급쥐를 섬에 유입시켰고, 이 쥐는 빠르게 번식한 것으로 여겨진다.

## 보존
크라카타우는 1921년에 자연보호구역으로 선포되었으며, 이는 IUCN 관리 범주 Ia(엄격한 자연보호구역)에 해당한다. 다른 여러 자연보호구역과 함께 1980년에는 국립공원으로 제안되었다. 1991년 "우중 쿨론 국립공원 및 크라카타우 자연보호구역"은 유네스코 세계유산으로 등재되었으며, 자연 기준 (vii) 및 (x)에 부합한다. 우중 쿨론 국립공원은 1992년에 공식적으로 설립되었으며, 크라카타우도 포함된다.

## 대중 문화

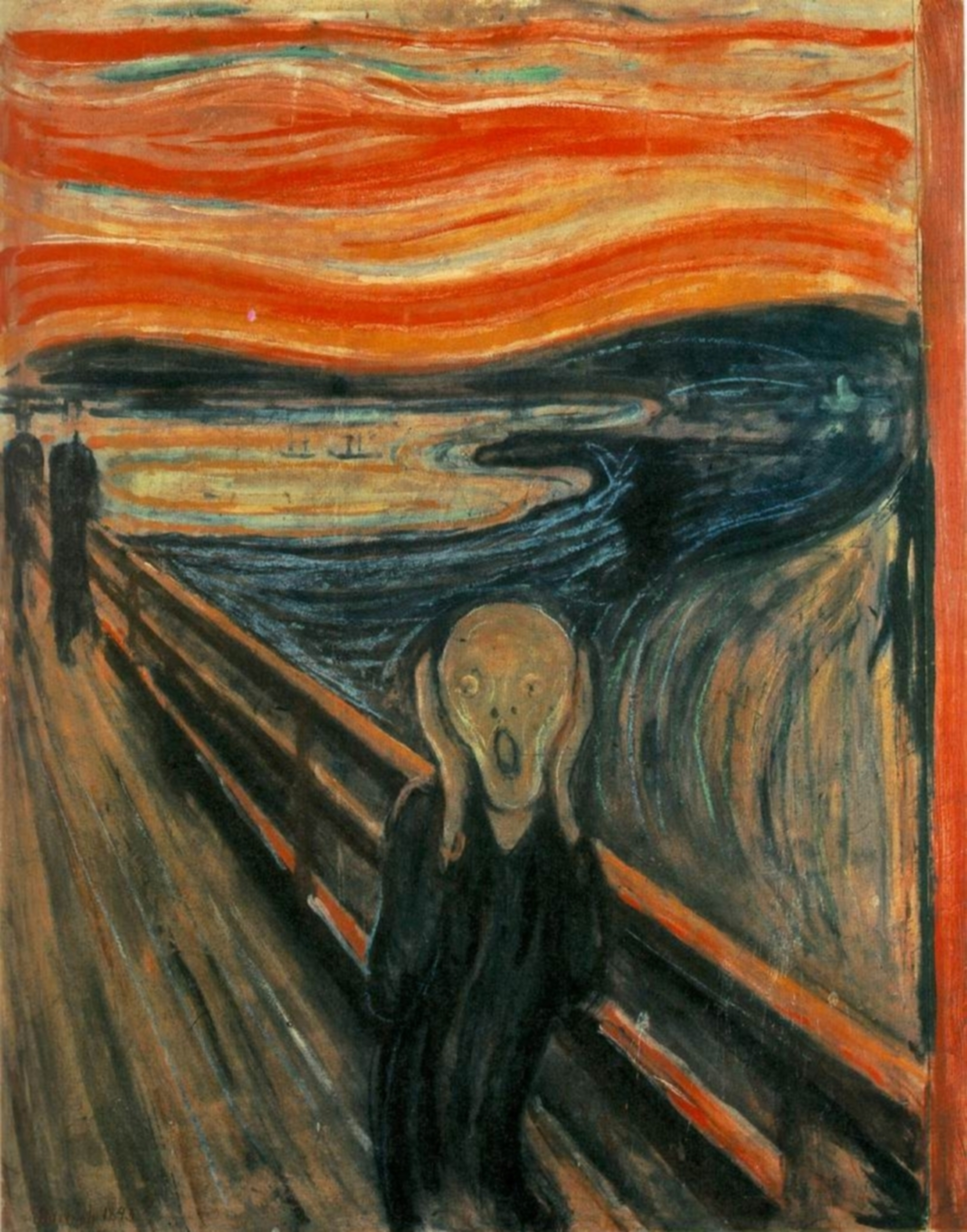
2004년 한 천문학자는 에드바르 뭉크의 유명한 1893년 그림 절규에 나타난 피처럼 붉은 하늘이 분화 이후 노르웨이 하늘을 묘사한 것이라고 주장했다.

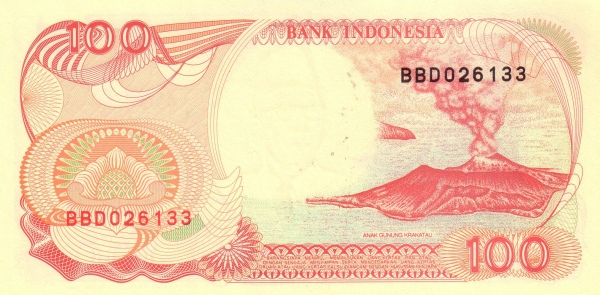
100루피아 지폐에 실린 크라카타우산

윌리엄 페네 뒤 부아의 1947년 아동 소설 《21개 풍선》의 상당 부분이 1883년 분화 직전과 그 과정에서 크라카타우산에서 일어난다. 페네 뒤 부아의 이야기에서 25가족은 섬의 가상의 다이아몬드 광산에서 막대한 부를 끌어내어 기발한 식민지를 건설했지만, 분화로 인해 주민들은 흩어지고 광산은 파괴된다.
크라카타우산은 다양한 TV 및 영화 드라마에서 주제이자 이야기의 일부로 등장했다. 1953년 영화 《자바의 좋은 바람》에서는 미국인 선장과 해적 두목이 크라카타우산에 숨겨진 보물 진주를 회수하기 위해 경쟁하며, 그들이 섬에서 보물을 찾던 중 화산이 마지막 분화를 시작한다.
1961년, 옴니버스 시리즈 원 스텝 비욘드는 에피소드 "Eye Witness"로 막을 내렸는데, 이는 보스턴 신문에 뉴스가 도달하기 몇 주 전에 크라카타우산 분화가 신비롭게 보도된 것을 극화했다.
이 섬은 1966년 어윈 앨런 TV 시리즈 시간 탐험대의 6번째 에피소드 '"둠의 균열"의 주요 줄거리였다.
또한 1969년 영화 크라카토아, 자바 동쪽(1970년대 재개봉 시 볼케이노로 재개봉됨; 제목에 크라카타우는 자바 서쪽에 있으므로 상당히 큰 지리적 오류가 있다)의 주요 줄거리로 등장했는데, 이 영화는 분화하는 화산에 위험할 정도로 가까이 있는 귀중한 진주 화물을 인양하려는 노력을 묘사한다.
디키 줄카르나엔과 애드벤트 방운 주연의 인도네시아 무술 액션 영화 크라카타우 (1977년)는 이 산을 배경으로 한 이야기이다.
이 영화는 2006년 TV 드라마 크라카타우: 파괴의 화산, 그리고 2008년에는 크라카타우라는 제목으로 다시 제작되었다.
클라우스 토이버의 보드 게임 카탄의 개척자에서 "크라카타우 변형"은 세 개의 화산 타일로 구성된 섬을 포함하는 시나리오이다.
1973년, 미국 프로그레시브 록 밴드 스틱스는 그들의 앨범 The Serpent Is Rising에 "Krakatoa"라는 제목의 낭독곡을 발표했다. 당시 기타리스트 존 쿠룰레프스키가 폴 비버와 버니 크라우스와 함께 작곡한 이 노래는 크라카타우산의 분화와 섬으로 생명이 다시 돌아오는 이야기를 담고 있다.
영국의 헤비메탈 밴드 색슨 또한 2010년에 재발매된 1985년 앨범 Innocence Is No Excuse에 1883년 크라카타우산 분화에 대한 노래 "Krakatoa"를 발표했다.

## 같이 보기
- 크라카타우산 다큐멘터리 및 역사 자료
- 사망자 수에 따른 화산 분화 목록
- 인도네시아의 화산 목록

## 참고 문헌
- 크라카타우산 다큐멘터리 및 역사 자료를 참고.
- Winchester, Simon (2003). 《Krakatoa: The Day the World Exploded: August 27, 1883》. New York: HarperCollins. ISBN 978-0-06-083859-1.